# Ротштейн, Аркадий Ефимович
Аркадий Ефимович Ротштейн (род. 29 апреля 1961, Львов) — немецкий шахматист, гроссмейстер (1994). Сын шахматиста Ефима Ротштейна.

## Спортивные результаты
Занимал первые места в нескольких турнирах:
- 1-е место на турнире в Париже (1994),
- 1-е место на Открытом чемпионате в Чезенатико (1998),
- поделил 1-е-2-е места на открытии в Летоянни (2002),
- 1-2 места на открытом в Бад-Цвишенан (2004),
- 1-2 места на открытии в Зеефельде (2004),
- 1-2 места на Открытом чемпионате в Корфу (2007 г.),
- 1-е место на Открытом чемпионате в Феффернице (2010 г.)
- 1-е место на 26-м Открытом чемпионате Фаакерзее в Латшахе (2010 г.).

За свои достижения в заочных шахматах получил в 1990 году звание международного мастера ИКЧФ Его отец, Ефим, является чемпионом ФИДЕ, который достиг исторического рейтинга Эло 2534 в ноябре 1959 года.
Неоднократно становился чемпионом и призёром командных чемпионатов Франции, Бельгии, Люксембурга, Нидерландов, Австрии, Германии.
| Графики недоступны из-за технических проблем. См. информацию на Фабрикаторе и на mediawiki.org. |